# Пеніг
Пеніг (нім. Penig) — місто в Німеччині, розташоване в землі Саксонія. Входить до складу району Середня Саксонія.
Площа — 63,31 км2. Населення становить 8624 ос. (станом на 31 грудня 2020).